# مارکو سنت جان
مارکو سنت جان (انگلیسی: Marco St. John؛ زادهٔ ۷ مهٔ ۱۹۳۹) یک هنرپیشه اهل ایالات متحده آمریکا است.
از فیلم‌های او می‌توان به بازی در دیلن داگ : مرگ شب، لئونی و مرد بعدی اشاره کرد.